# フラン・サレシュキ・フィンジュガール
フラン・サレシュキ・フィンジュガール（スロベニア語: Fran Saleški Finžgar、1871年2月9日 - 1962年6月2日）は、スロヴェニアの聖職者、作家、劇作家、詩人、編集者である。スロヴェニアで特に優れた民俗作家といわれ、代表作の歴史小説“Pod svobodnim soncem”（『自由な太陽の下で』）はスロヴェニア文学史上特に人気のある作品の一つとなっている。また、農村の暮らしを描いた小説で知られ、詩や戯曲も著している。

## 生涯
1871年2月9日、当時はオーストリア＝ハンガリー帝国領であった上カルニオラ地方の農村、現在のジロヴニツァ市ドスロヴチェ村のブレズニツァ村寄りにある農民の家に生まれた。生家は貧しかったが、祖父が工夫して機織りを始め、父も腕利きの仕立屋であった。父は優れた語り部でもあり、幼い頃はその機知を受けて育った。ブレズニツァの初等学校に1年、ラドヴリツァの初等学校に2年通い、リュブリャナのギムナジウムに進学する。ギムナジウムでは神学を修め、1891年に卒業したフィンジュガールは、リュブリャナの神学校に入学し、神学を学び続ける。
1894年、司祭に叙されたフィンジュガールは、ボーヒニスカ・ビストリツァでチャプレンを務めたのに始まり、イェセニツェ、コチェウィエ、イドリヤ、スヴェーティ・ヨシュト、シュコフィヤ・ロカと各地を転々とし、1900年からリュブリャナの刑務作業施設で助任司祭を務め、1902年にはジェリムリェで主任司祭となり、その後ソーラ、そしてリュブリャナのトゥルノヴォ小教区で1936年に退任するまでを過ごした。

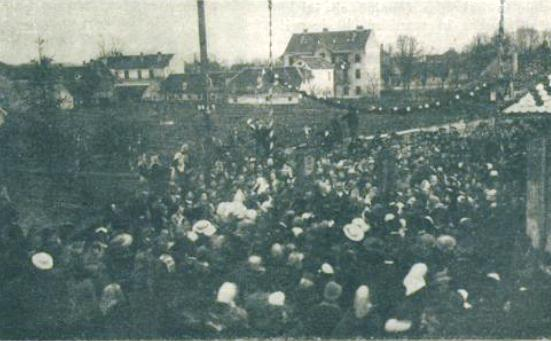
トゥルノヴォ小教区着任時の式典の様子。

フィンジュガールは学生時代から文学活動を始め、在学中に初めての小説を書き上げた。その後、聖職者として小教区を移りながら、“Dom in svet”（『祖国と世界』）誌などの雑誌を中心に、継続的に作品を発表する。フィンジュガールの作品は、詩、小説、更に戯曲にも及んだ。フィンジュガールは、作家だけでなく編集者としても活動し、1922年からスロヴェニア語の小説を出版する出版社「聖エルマゴール協会」、協会が発行する雑誌“Mladika”の編集者を務め、出版社 Nova založba では会長の任にあった。
フィンジュガールは、1936年に主任司祭を退いた後も、聖職者と作家としての活動を続けた。第2次世界大戦前には、スロヴェニア科学芸術アカデミーの会員となっており、同アカデミーで最初期の会員の一人である。第2次世界大戦中は、パルチザンに肩入れし、そのために一度ならず拘禁されている。大戦末期にはドイツがリュブリャナを爆撃した際にフィンジュガールの家も崩壊し、それがきっかけで難聴を患った。1951年には、生涯にわたる文学活動を称えられ、スロヴェニア芸術界の最高賞であるプレシェーレン賞を受賞した。
1962年6月2日、フィンジュガールはリュブリャナの自宅において、91歳で亡くなった。死後は、リュブリャナのジャーレ墓地に葬られた。

## 事績

### 文学
19世紀後半から戦間期にかけて、質的・量的に発展し多様化するスロヴェニア文学の中で、カトリック教会の進歩的な聖職者たちのグループも大きな貢献をしていた。文学を志す学生たちを援助し、文学誌『祖国と世界』を刊行して発表の場を用意し、聖職者たちの中からも優れた作家が次々と登場した。フィンジュガールは、その中で特に高い評価を得た一人である。
学生時代に創作活動を始めた頃は、フィンジュガールの関心は主に児童文学にあり、小説などを書いていたが、文壇に登場した頃に雑誌に発表していたのはもっぱら詩であり、山岳叙事詩“Triglav“（1896年）などを書いている。しかし、数年もすると散文の執筆に回帰する。その頃書いていた作品は主に、実際の生活に取材した現実主義的な作品で、短編小説“Stara in nova hiša”（1900年）などがある。

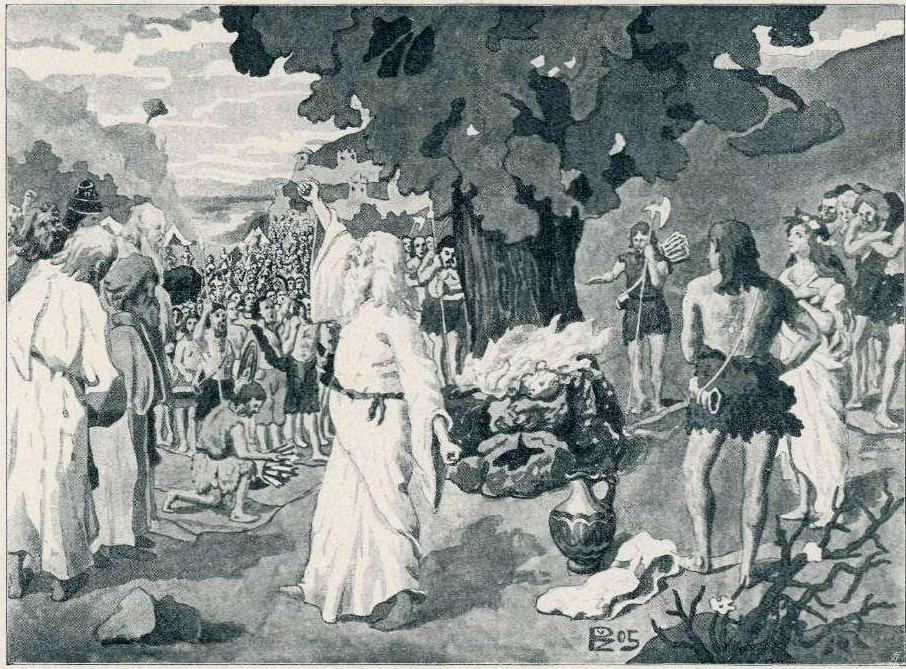
『自由な太陽の下で』の挿絵（ペテル・ジュミテク作）

フィンジュガールの作品の中でも最も有名で、広く読まれているものが、1906年から1907年にかけて『祖国と世界』誌で発表した長編歴史小説“Pod svobodnim soncem”（『自由な太陽の下で』）である。ノーベル文学賞を受賞したヘンリク・シェンキェヴィチの歴史小説の様式を手本とし、6世紀を舞台に、スラヴ人のバルカン侵入による東ローマ帝国との衝突に題材をとったこの叙事詩的小説は、スロヴェニア文学史上でも特に人気のある作品の一つといわれる。
『自由な太陽の下で』以降、フィンジュガールの創作に再び変化が訪れる。しばらく『祖国と世界』誌への作品の発表は途絶え、諸外国の名作を研究し、自身の作品としては虚飾を排し、民俗的な言葉に傾倒していった。その後のフィンジュガールの小説は、農村の暮らしに寄り添い、田舎の裕福でない農民の喜怒哀楽を描くものが主流となってゆく。その中で、“Sama”（1912年）、“Dekla Ančka”（『女給アンチカ』、1913年）、“Boji”（1915-1916年）“Beli ženin”（1925年）、“Strici”（『叔父』、1927年）、“Gostač Matevž”（1954年）といった民俗小説を発表した。
フィンジュガールは、児童文学の執筆も続けており、その中でも特に有名なものが“Gospod Hudournik”で、ほかに“Študent naj bo”、“Leta moje mladosti”などの作品がある。フィンジュガールはまた、戯曲も執筆しており、その民俗戯曲によってスロヴェニアの文芸において独特な立ち位置を占めている。1902年には既に“Divji lovec”を著しており、最も成功を収めた “Razvalina življenja”（1920年）、そのほか“Naša kri”（1912年）、“Veriga”といった作品がある。

### 社会活動
フィンジュガールが聖職者となったのは、それが人々のために最も多くのことができると考えたからではないかといわれる。実際、フィンジュガールはチャプレンとして各地を巡っている間に、スロヴェニア初といわれる山小屋の建設を計画したり、上下水道の敷設を差配したりといったことをやっている。
フィンジュガールは、ヴルバにあるフランツェ・プレシェーレンの生家を購入して改修し、資料館とする計画の発案者でもあった。この計画は実行に移され、1939年に資料館として公開された。これは、スロヴェニアの有名人の生家が公開施設となった最初の例だった。フィンジュガールはこの計画で幹事を務め、その手法は以後多くの詩人や作家の生家が資料館となってゆくにあたり踏襲された。後に、フィンジュガール自身の生家も資料館となり、フィンジュガールの姪孫で民族学者のヤネス・ボガタイが管理している。

## 交友関係

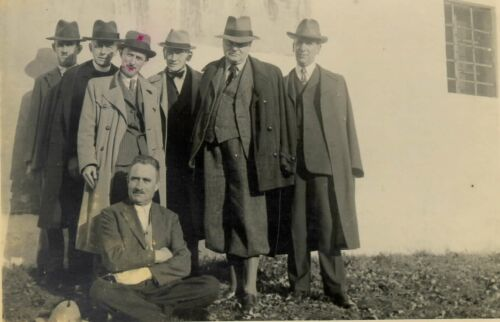
詩人オトン・ジュパンチチ、作曲家アントン・ラヨヴィチ、文学史家フランツェ・キドリチらとともに（1930年代）

フィンジュガールが長年主任司祭を務めたリュブリャナ市トゥルノヴォ教区の教会の隣には、スロヴェニアを代表する建築家ヨジェ・プレチニックが住んでおり、二人は友人であった。フィンジュガールが教会の改修をプレチニックに依頼したり、引退後に司祭館を出て移り住んだフィンジュガールの自宅の建設にプレチニックが関わったりしている。
1930年代以降、フィンジュガールの家は、多くの知識人が出入りする、ある種のサロンのようであった。中でもよく訪れたのが、美術史家のフランツェ・ステレ、文学史家のフランツェ・コブラル、文芸批評家のフランツェ・ヴォドニク、そしてフィンジュガールの一番の親友である作家・評論家のイジドール・ツァンカルらであった。

## 記念物
フィンジュガールの終の棲家があった通りは、元々別の名前であったが、フィンジュガールにちなんで「フィンジュガール通り（Finžgarjeva ulica）」に改名されている。また、フィンジュガールの自宅であった建物には、彫刻家トネ・デムシャール作のフィンジュガールの肖像のレリーフと銘板が掲げられている。
一方トゥルノヴォの教会には、彫刻家ボシュティアン・プートリヒ（Boštjan Putrih）によるフィンジュガールとプレチニックの胸像のレリーフが飾られており、司祭館の玄関間にもフィンジュガールの胸像がある。